# Algaita

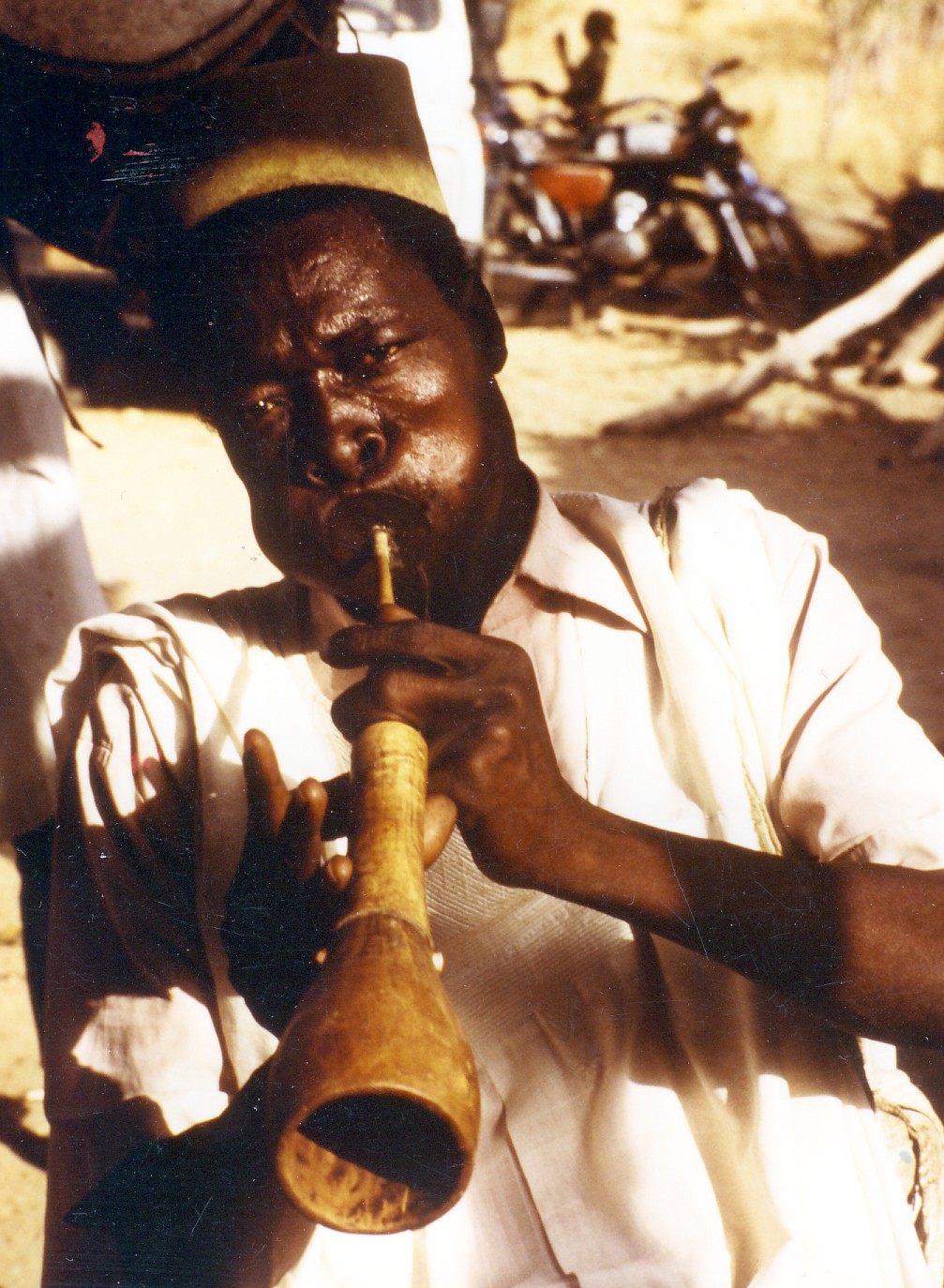
Ein Algaita-Spieler der Kapsiki, einer Ethnie in Kamerun. Er hat die musikalische Tradition der Fulbe angenommen.

Algaita (Pl. algaitu) bei den Hausa, (andere Schreibweisen algeita, alghaita, algayta und algheita), algaitasu bei den Fulbe (Pl. algaitagi), ist ein Holzblasinstrument mit Doppelrohrblatt in der nordwestafrikanischen Savanne, besonders im Niger. Die tief tönende algaita wird meist zusammen mit der Röhrentrommel ganga für die traditionelle herrschende Oberschicht gespielt.

## Herkunft und Verbreitung
Der Name ist vom Arabischen al-ghaita abgeleitet, ebenso wie das im Maghreb gespielte Doppelrohrblattinstrument ghaita, das als algaita auch bei den Tuareg vorkommt, und einige bis nach Südeuropa verbreitete Sackpfeifen. Die Galicische Gaita gehört zu einer Gruppe von Sackpfeifen auf der Iberischen Halbinsel, während die gaita in Thrakien gespielt wird.
Diese Form einer Kegeloboe ist mit dem asiatischen Typ der surnai verwandt, zu dem die türkische zurna, die arabische mizmar (zamr), die indische shehnai, die chinesische suona und die koreanische taepyeongso gehören. Gemeinsame Kennzeichen sind der breite Schalltrichter und der laute schrille Klang, den auch die feiner ausgearbeiteten asiatischen Instrumente besitzen. Große Ähnlichkeit mit der algaita besitzt die im nordostindischen Bundesstaat Meghalaya gespielte tangmuri.
Im Unterschied zur einteiligen türkischen zurna und persischen sorna besitzt die algaita eine mehrteilige Röhre. Der algaita-Typus, der vermutlich älter als der zurna-Typus ist, taucht als albogón in der ersten Hälfte des 14. Jahrhunderts in Westeuropa (Spanien) auf, namentlich wie albogue abgeleitet vom arabischen al-būq, und entwickelte sich dort wohl zur Pommer. Der mehrteiligen Bauform der algaita entspricht auch die an der ostafrikanischen Küste vorkommende nzumari.

## Bauform
Die algaita ist etwa 45 Zentimeter lang und besitzt ein konisches Melodierohr aus Holz mit vier bis sechs Grifflöchern an der Vorderseite. Das Rohrende erweitert sich zu einem trichter- bis glockenförmigen Schallstück, bei anderen Instrumenten wurde ein Schalltrichter aus einem anderen Holzstück angepasst. Das Mundstück besteht aus einem Eisen- oder Messingröhrchen, das in das Melodierohr gesteckt wird. An das Mundstückröhrchen ist eine Scheibe aus Metall, Holz oder Kürbis befestigt, die beim Spielen an die Lippen gepresst wird. Dabei wird das kleine, aufgesteckte Doppelrohrblatt aus einer Grasart vom Mundraum umschlossen. Um einen konstanten Blasdruck zu erzeugen, lassen die Musiker ihre Backen häufig ballonartig hervortreten.

## Spielweise

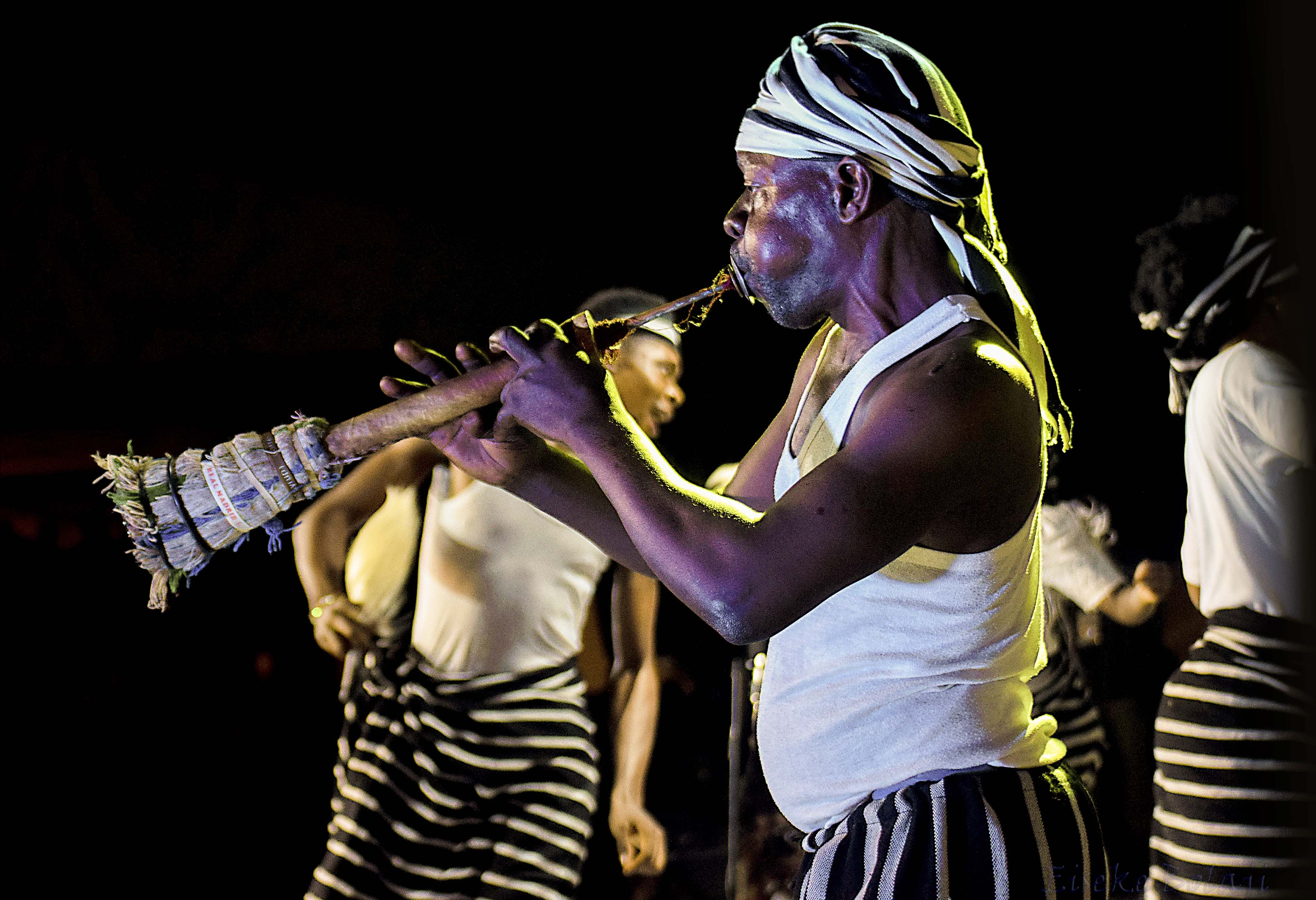
Ein Tiv beim Spielen der Algaita auf einem Fest

In den traditionellen Herrscherhäusern im islamischen Nordafrika haben besonders die nur von Männern gespielten Naturtrompeten eine repräsentative symbolische Bedeutung. In dieser Funktion wird auch die algaita im Hoforchester der Hausa vor dem lokalen Würdenträger zusammen mit der langen Trompete kakaki und der zweifelligen Zylindertrommel ganga (gangua, gangan) gespielt. Zum Hoforchester von Toungo im Osten Nigerias gehörten zwei algeitas, eine lange Trompete (gagashi) und eine ganga. Die kakaki und die algaita wurden vermutlich zuerst im Reich Bornu eingeführt, von wo sie sich in anderen islamischen Reichen ausgebreitet haben.
Es gibt von Hausa-Griots vorgetragene Preislieder auf den Herrscher, bei denen die algaita im Duett mit dem Sänger, der zugleich ganga spielt, in ein musikalisches Wechselspiel eintritt. Die Lieder für den gepriesenen Auftraggeber gewinnen an Bedeutung mit zunehmender Länge, sie sind dafür melodisch einfach und ähneln rhythmisch einem nicht taktgebundenen Stampfen.
Bei einem 1966 im westlichen Tschad nahe N’Djamena aufgenommenen Preislied eines Ensembles der Kanembu spielt die algaita nicht nur eine Melodie, sondern – wie viele westafrikanische Sanduhrtrommeln dies können – eine Art Sprache, welche der vertraute Zuhörer verstehen kann. Die vom Leiter des Ensembles geblasene algaita wird von zwei zweifelligen Zylindertrommeln, gangua, einer kleinen zweifelligen Trommel mit Schnarrsaiten, trombel, und einer kleinen Kupfertrompete, gourounjjio, begleitet. Das einer europäischen Militärtrompete nachgebaute Blasinstrument übernimmt hier die Rolle der kakaki.
Die algaita ist kein reines Männerinstrument, ein Algaita-Spieler ohne einen männlichen Nachkommen darf auch seine Tochter unterrichten.